# Дунаевский сельский совет (Кременецкий район)
Дунаевский сельский совет (укр. Дунаївська сільська рада) — входит в состав
Кременецкого района
Тернопольской области
Украины.
Административный центр сельского совета находится в 
с. Дунаев.

## Населённые пункты совета
- с. Дунаев
- с. Богдановка
- с. Куликов
- с. Савчицы